# 瑟雷芒日-埃尔藏日
瑟雷芒日-埃尔藏日（法語：Serémange-Erzange，法語發音：[səʁemɑ̃ʒ ɛʁzɑ̃ʒ]）是法国摩泽尔省的一个市镇，位于该省西北部，属于蒂永维尔区。该市镇于1931年由原市镇瑟雷芒日（Serémange）和埃尔藏日（Erzange）合并而成。

## 地理
瑟雷芒日-埃尔藏日（49°19'15"N, 6°5'26"E）面积3.75 平方千米，位于法国大東部大區摩泽尔省，该省份为法国东北部内陆省份，是洛林的一部分，西南接默尔特-摩泽尔省，东临下莱茵省，北与卢森堡和德国接壤。
与瑟雷芒日-埃尔藏日接壤的市镇（或旧市镇、城区）包括：法梅克、弗洛朗日、阿扬日。
瑟雷芒日-埃尔藏日的时区为UTC+01:00、UTC+02:00（夏令时）。

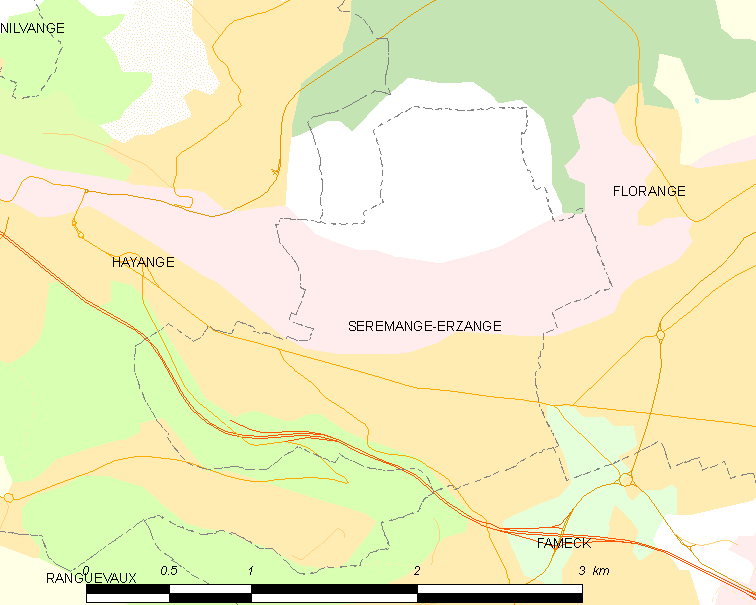
瑟雷芒日-埃尔藏日的OSM定位图

## 行政
瑟雷芒日-埃尔藏日的邮政编码为57290，INSEE市镇编码为57647。

## 政治
瑟雷芒日-埃尔藏日所属的省级选区为阿扬日县。

## 交通
法国国家A30号高速公路经过境内并设有出入口。多条公交线路前往蒂永维尔和阿扬日。

## 人口

1962-2008年间瑟雷芒日-埃尔藏日人口变化图示

瑟雷芒日-埃尔藏日于2022年1月1日时的人口数量为4188人。